# برن ذا ويتش
أحرق الساحرة (بالإنجليزية: Burn the Witch)‏ هي سلسلة مانغا يابانية من تأليف ورسم تايت كوبو نشرت في مجلة شونن جمب الأسبوعية كون شوت في يوليو 2018.

## الشخصيات
نيني سبانغكول (باليابانية: ニニー・スパンコール، بالروماجي: Ninī Supankōru)
أداء صوتي: أسامي تانو [الإنجليزية]
نويل نيهاشي (باليابانية: 新橋 のえる، بالروماجي: Niihashi Noeru)
أداء صوتي: يوينا يامادا
ميسي بالجور (باليابانية: メイシー・バルジャー، بالروماجي: Meishī Barujā)
أداء صوتي: ساوري هايامي
باركز بالجور (باليابانية: バルゴ・パークス، بالروماجي: Barugo Pākusu)
أداء صوتي: شيمبا تسوتشيا [الإنجليزية] 
برونو بانغنيفي (باليابانية: ブルーノ・バングナイフ، بالروماجي: Burūno Bangunaifu)
أداء صوتي: تشيكاهيرو كوباياشي
بيلي بانكس جونيور (باليابانية: ビリー・バンクス Jr.، بالروماجي: Birī Bankusu Junia)
أداء صوتي: هيرواكي هيراتا
أوسوتشي-تشان (باليابانية: オスシちゃん، بالروماجي: Osushi-chan)
أداء صوتي: ري هيكيساكا [الإنجليزية]
وولفجانج سلاشهاوت (باليابانية: ウルフギャング・スラッシュハウト، بالروماجي: Urufugyangu Surasshuhauto)
أداء صوتي: موغيهيتو
سوليفان سكواير (باليابانية: サリバン・スクワイア، بالروماجي: Sariban Sukuwaia)
أداء صوتي: هاروكا شيميزو
روي بي. ديبر (باليابانية: ロイ・B・ディッパー، بالروماجي: Roi B Dippā)
أداء صوتي: ميو تاناكا
شيلبي (باليابانية: セルビー، بالروماجي: Serubī)
أداء صوتي: سوبارو كيمورا

## وصلات خارجية
- برن ذا ويتش على موقع شونن الأسبوعية باللغة اليابانية
- موقع الأنمي الرسمي باللغة اليابانية
- برن ذا ويتش على موقع فيز ميديا
- أحرق الساحرة على موقع ANN manga (الإنجليزية)